# Potudan
Potudan - Потудань (rus) - és un poble de l'óblast de Bélgorod, a Rússia. El 2010 tenia 493 habitants. Pertany al districte (raion) de Stari Oskol.